# (9574) Taku
(9574) Taku (1988 XB5) – planetoida z pasa głównego asteroid okrążająca Słońce w ciągu 3,37 lat w średniej odległości 2,24 j.a. Odkryta 5 grudnia 1988 roku.